# 经济顾问委员会
经济顾问委员会（英語：Council of Economic Advisers，缩写：CEA)，是美国总统行政办公室的一部分，由一组经济学家组成并为美国总统提供相关咨询，它为白宫提供了大量的经济政策。
该委员会共有二十名资深经济学家，其中包括三名由总统提名再经参议院批准通过的委员。在这三人中，总统还将任命一人为委员会主席。現任主席是史蒂芬·米蘭，於2025年3月13日就任。

## 歷任主席
- 埃德溫·諾斯，1946年-1949年。
- 萊昂·H·凱瑟林（Leon.H.Keyserling），1949年-1950年代理；1950年-1953年履职。
- 亞瑟·伯恩斯(Arthur.F.Burns)， 1953年-1956年。
- 雷蒙德·索尼耶(Raymond.J.Saulnier)， 1956年-1961年。
- 沃爾特·海勒（Walter.W.Heller），1961年-1964年
- 加德納·奧克利(Gardner.Ackley)，1964年-1968年
- 亞瑟·奧肯，1968年-1969年。
- 保羅·麥克拉肯(Paul.W.McCracken)1969年-1971年
- 赫伯特·斯坦恩(Herbert.Stein)，1972年-1974年。
- 艾倫·格林斯潘，1974年-1977年。
- 查爾斯·舒爾茨(Charles.L.Schultze)，1977年-1981年
- 穆雷·韋登鮑姆(Murray.L.Weidenbaum)，1981年-1982年
- 馬丁·費爾德斯坦，1982年-1984年。
- Beryl Sprinkel(Beryl W. Sprinkel)，1985年-1989年。
- 邁克爾·金(Michael J. Boskin)，1989年-1993年
- 勞拉·德·安德烈·泰森(Laura D'Andrea Tyson)，1993年-1995年。
- 約瑟夫·斯蒂格利茨，1995年-1997年
- 珍妮特·耶倫，1997年-1999年
- 馬丁·尼爾·貝雷(Martin.Neil.Baily)，1999年-2001年
- 格列·哈伯德(R.Glenn Hubbard)， 2001年-2003年
- 格里高利·曼昆，2003年-2005年。
- 哈維·羅森(Harvey.S.Rosen)， 2005年
- 本·伯南克，2005年-2006年。
- 愛德華·拉齊爾（Edward Lazear），2006年-2009年，
- 克里斯蒂娜·罗默(Christina Romer)，2009-2017年
- 凱文·哈塞特（Kevin Hassett），2017年-2019年
- Tomas J. Philipson（英语：Tomas J. Philipson） 2019年-2020年代理。
- Tyler Goodspeed，2020年-2021年代理。
- 塞西莉亚·劳斯，2021年-2023年。
- 賈里德·伯恩斯坦，2023年-2025年。
- 史蒂芬·米蘭，2025年-至今。